# Dunst (Atmosphäre)

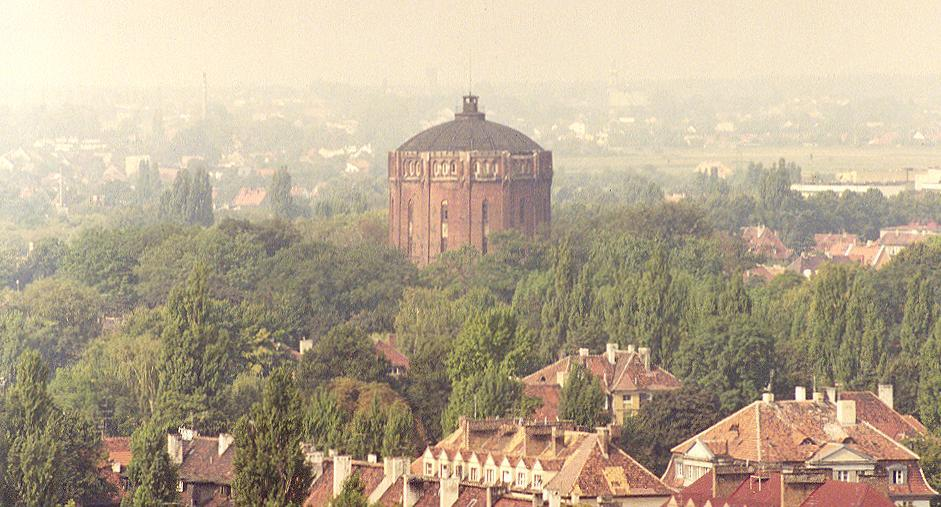
Dunst in Gliwice

Als Dunst wird eine leichte Trübung der Erdatmosphäre bezeichnet, verursacht durch Wassertröpfchen oder andere Aerosole (feste oder flüssige Schwebpartikel). Nach meteorologischen Fachbegriffen ist Dunst ein Hydrometeor beziehungsweise Lithometeor. 
Eine Dunstansammlung über Städten heißt alltagssprachlich auch Dunstglocke oder Dunsthaube.

## Begriffliche Unterscheidung

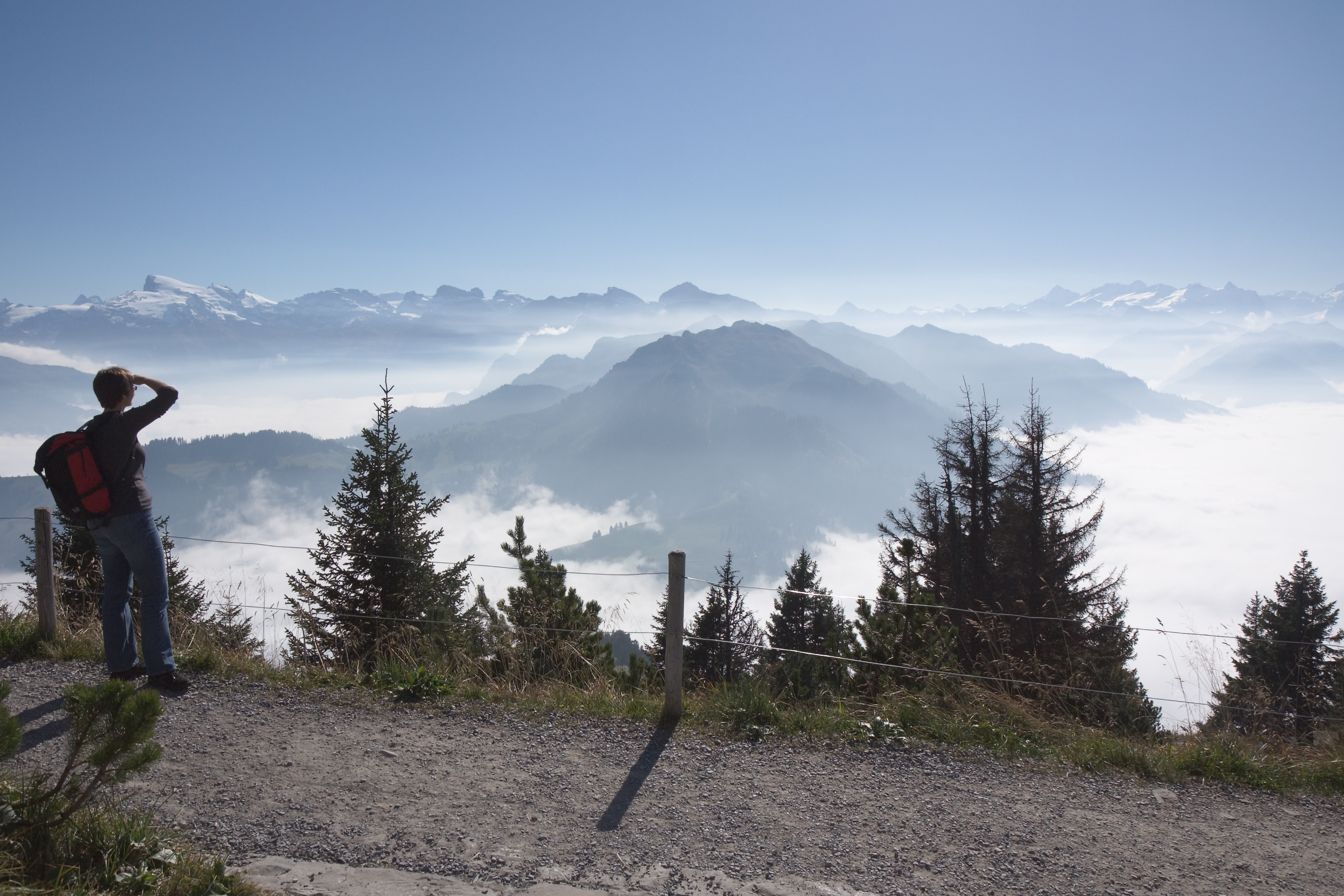
Blick auf ein Nebelmeer mit Schichten von Dunst darüber

Im Unterschied zum Nebel ist Dunst wesentlich weniger dicht, mit einer Sichtweite von mehr als einem Kilometer. Ab einer Sichtweite von acht und mehr Kilometern ist die Trübung zu schwach, um noch von Dunst zu sprechen, wobei man diese Grenze in manchen Fällen schon bei einer Sichtweite von fünf Kilometern ansetzt. Neben diesem optischen Merkmal kann man beide Phänomene physikalisch dadurch unterscheiden, dass es sich bei Wasserdampfsättigung der Luft um Nebel und bei ungesättigter Luft um Dunst handelt. Wie auch der Nebel, und in Abgrenzung zu einer Wolke, besitzt Dunst immer Bodenkontakt. Vor allem in der Seefahrt spricht man statt von Dunst auch von diesigem Wetter. Dichterisch und veraltet wird Dunst als besondere atmosphärische Erscheinung auch Duft genannt.

## Entstehung
|  | feuchter Dunst  |
|  | trockener Dunst |
|  | Staubdunst      |

Dunst entsteht im Regelfall durch Kondensation des in der Luft enthaltenen Wasserdampfes, sofern die Luftfeuchtigkeit hierfür hoch genug ist und eine ausreichend große Zahl von Aerosolpartikeln vorliegt. Letztere wirken als Kondensationskerne und sind für die Tröpfchenbildung über heterogene Nukleation unabdingbar, können bei ausreichend hoher Konzentration aber auch selbst als Dunst erscheinen, wobei man dann von einem trockenen Dunst spricht. Die Definitionsgrenze zwischen feuchtem und trockenem Dunst, der auch immer eine bestimmte Menge an Feuchtigkeit enthält, liegt bei einer relativen Luftfeuchte von 80 %. Zusätzlich spricht man von Staubdunst, wenn einige der Schwebepartikel groß genug sind, um sie mit dem Auge erkennen zu können.
Zur Kondensation unterhalb des Sättigungspunktes kommt es aufgrund der hygroskopischen Eigenschaften der Aerosolpartikel. Die Tröpfchen können dabei aber nur so weit wachsen, wie die Fähigkeit der Partikel, Feuchtigkeit zu binden, nicht durch den zunehmenden Einfluss der Oberflächenkräfte ausgeglichen wird. Die maximal erreichbare Tröpfchengröße ist daher begrenzt und bewegt sich normalerweise im Bereich von 0,1 bis 1 μm. 
Dunst – und besonders auch trockener Dunst – entsteht vor allem bei Inversionswetterlagen, wenn also der vertikale Luftaustausch unterbrochen ist. In Ballungsgebieten mit starker Luftverschmutzung tritt dieser dann bisweilen in Form von Smog auf, der auch bei Sichtweiten unterhalb von einem Kilometer noch einen Dunst darstellt.